# Гаранин, Михаил Михайлович
Михаил Михайлович Гаранин (23 мая 1896 — после 1936 года) — русский военный лётчик, участник Первой мировой и Гражданской войн. После Октябрьской революции служил в Красной армии. Кавалер ордена Святого Георгия 4-й степени (1917) и ордена Красного Знамени (1924).

## Биография
Михаил Михайлович Гаранин родился 23 мая 1896 года в Пултуске (Варшавская губерния) в православной дворянской семье, его отец был капитаном. Образование получил в Суворовском кадетском корпусе, который окончил в 1914 году.
В 1915 году окончил Тверское кавалерийское училище, из которого был выпущен в 6-й Сибирский стрелковый полк. 1 июня 1915 года был произведён в прапорщики. С 17 июня 1916 года был внештатным лётчиком-наблюдателем в 21-м корпусном авиационном отряде, а с 1 октября был штатным наблюдателем в этом отряде. 26 февраля 1916 года был произведён в чин хорунжего. С 28 декабря 1916 года по 28 марта 1917 года проходил курс обучения в Севастопольской военной авиационной школе, после окончания которой служил в 6-м авиационном отряде истребителей. С 28 марта 1917 года был военным лётчиком в 21-м корпусном авиационном отряде. 31 марта получил чин военного лётчика, а 6 ноября произведён в чин сотника.
6 декабря 1917 года лётчики Гаранин, Кондрюков и Крылов отправились в командировку в Минск, из этой командировки они не вернулись. 11 декабря Гаранин был объявлен пропавшим без вести.
Был призван на службу в Красную армию, принимал участие в Гражданской войне. Участвовал в перегонке группы самолётов в Афганистан под командованием П. Х. Межераупа в октябре 1924 года, которая в том же месяце приняла активное участие в подавлении антиправительственных восстаний в Зурмахе и в Хосте, за что был награждён афганской наградой. 22 сентября 1927 года был назначен старшим лётчиком, а затем старшим инструктором в лётном отделе применения авиации Научно-испытательного института ВВС РККА. С 11 мая 1928 года находился в запасе Красной армии, 26 ноября 1936 года «за невозможностью соответствующего использования» был уволен в запас.

## Награды
Михаил Михайлович Гаранин был удостоен следующими российскими и советской наградами:
- Орден Святого Георгия 4-й степени (Приказ по армии и флоту от 12 ноября 1917)
— «за то, что, состоя в чине хорунжего, в бою 27-го декабря 1916 г., будучи наблюдателем при разведке нашего аппарата системы „Вуазен“, был внезапно атакован в районе г.дв.Репихово немецким „Альбатросом“, и несмотря на превосходство в скорости немецкого аппарата, принял бой и вынужден был стрелять слева через правый борт гондолы, принимая для этого чрезвычайно опасные положения на борту. После воздушного пулеметного боя неприятельский „Альбатрос“, подбитый, упал северо-восточнее фольв.Ганцевичи, где и был окончательно расстрелян нашей артиллерией»
- Орден Святой Анны 3-й степени;
- Орден Святой Анны 4-й степени с надписью «За храбрость» (Высочайший приказ от 11 сентября 1916);
- Орден Святого Станислава 2-й степени;
- Орден Святого Станислава 3-й степени;
- Орден Красного Знамени (РСФСР; Приказом Революционного военного совета республики № 349 от 16 октября 1924)
— «...перелет из Термеза в Кабул через горы на протяжении 380 верст от 4000-5000 метров выше уровня моря совершен впервые в истории русской авиации при самых неблагоприятных для полетов атмосферных условиях... участники перелета, вызвавшиеся добровольно совершить этот перелет и принять участие в боевых операциях, сопряженных с перелетом, проявили максимум героизма и преданности делу при выполнении столь трудной и ответственной задачи»;
- орден Звезды 3-го класса (Афганистан, 1926)[2].